# مهدی طارمی
مهدی طارمی (زادهٔ ۲۷ تیر ۱۳۷۱) بازیکن فوتبال اهل ایران است که در پست مهاجم برای باشگاه فوتبال اینتر میلان و تیم ملی فوتبال ایران بازی می‌کند.
طارمی در باشگاه‌های شاهین بوشهر و ایرانجوان بوشهر دوران حرفه‌ای خود را شروع کرد و سپس از سال ۱۳۹۳ تا ۱۳۹۷ برای باشگاه پرسپولیس بازی کرد. او در پرسپولیس در دو فصل ۹۵–۱۳۹۴ و ۹۶–۱۳۹۵ آقای گل لیگ برتر ایران شد و در فصل ۹۶–۱۳۹۵ بهترین بازیکن لیگ برتر ایران نیز شناخته شد. او در ادامه با انتقال به باشگاه‌های الغرافه قطر و ریو آوه پرتغال، برای هرکدام یک فصل بازی کرد و به ریو آوه در جریان فصل ۲۰–۲۰۱۹ لیگ برتر پرتغال پیوست. طارمی پس از آن به پورتو رفت و در فصل ۲۲–۲۰۲۱ پرتغال دو جام داخلی را کسب کرد. او موفقیت خود را در فصل ۲۳–۲۰۲۲ به عنوان بهترین گلزن لیگ برتر پرتغال و نیز کسب جام اتحادیه و جام حذفی پرتغال ادامه داد.
طارمی از سال ۱۳۹۴ سابقهٔ بازی در تیم ملی فوتبال ایران را دارد. او در جام ملت‌های آسیا ۲۰۱۹، جام جهانی ۲۰۱۸ و جام جهانی ۲۰۲۲ در ترکیب اصلی ایران حضور داشت.

## دوران کودکی و آغاز فوتبال حرفه ای
مهدی طارمی در محله‌ای ساده در بوشهر به دنیا آمد و در همان‌جا نیز بزرگ شد. پدرش، علیرضا طارمی، از چهره‌های شناخته‌شده فوتبال بوشهر بود و همین موضوع باعث شد تا علاقه‌اش به فوتبال از کودکی شکل بگیرد. طارمی از همان سنین پایین، در کوچه‌ها و زمین‌های خاکی محله‌شان فوتبال بازی می‌کرد و خیلی زود استعدادش را نشان داد.
او تحصیلات ابتدایی‌اش را در یکی از مدارس دولتی بوشهر گذراند و در دوران نوجوانی به تیم جوانان شاهین بوشهر پیوست. حضور در این تیم، سکوی پرتابی برای ورودش به فوتبال حرفه‌ای بود. بعدها با پیوستن به تیم بزرگسالان شاهین و سپس ایرانجوان بوشهر، نخستین گام‌هایش را در لیگ‌های رسمی برداشت و خیلی زود توجه باشگاه‌های بزرگ‌تر از جمله پرسپولیس را جلب کرد.

## زندگی شخصی
طارمی فرزند سوم و کوچکترین فرزند خانواده‌اش است. برادر بزرگترش محمد نیز فوتبالیست است.
او در سال ۲۰۱۸ چندین ماه با سحر قریشی، بازیگر ایرانی، در رابطه بود. در مارس ۲۰۲۰، طارمی اعلام کرد که رابطه جدیدی را آغاز کرده و در حال آماده شدن برای ازدواج است.
در ۱۵ آوریل ۲۰۲۲، اسپورتینگ لیسبون، رقیب باشگاه پورتو که طارمی در آن زمان در آن بازی می‌کرد، مقاله‌ای در وب‌سایت باشگاه خود منتشر کرد و از طارمی به عنوان «یک مارگیر واقعی، کسی از ایران که همیشه آماده رفتن و اجرای ترفندهای سیرک است» یاد کرد. این مقاله توسط هواداران پورتو و ایرانیان، از جمله سفیر ایران در پرتغال، مرتضی دامنپاک، مورد انتقاد قرار گرفت. این باشگاه بعداً مقاله را حذف کرد.

## دوران باشگاهی

### شاهین بوشهر
مهدی طارمی در دوران نوجوانی به تیم جوانان شاهین بوشهر پیوست. حضور در این تیم، سکوی پرتابی برای ورودش به فوتبال حرفه‌ای بود. بعدها با پیوستن به تیم بزرگسالان شاهین و سپس ایرانجوان بوشهر، نخستین گام‌هایش را در لیگ‌های رسمی برداشت و خیلی زود توجه باشگاه‌های بزرگ‌تر از جمله پرسپولیس را جلب کرد.

### پرسپولیس تهران

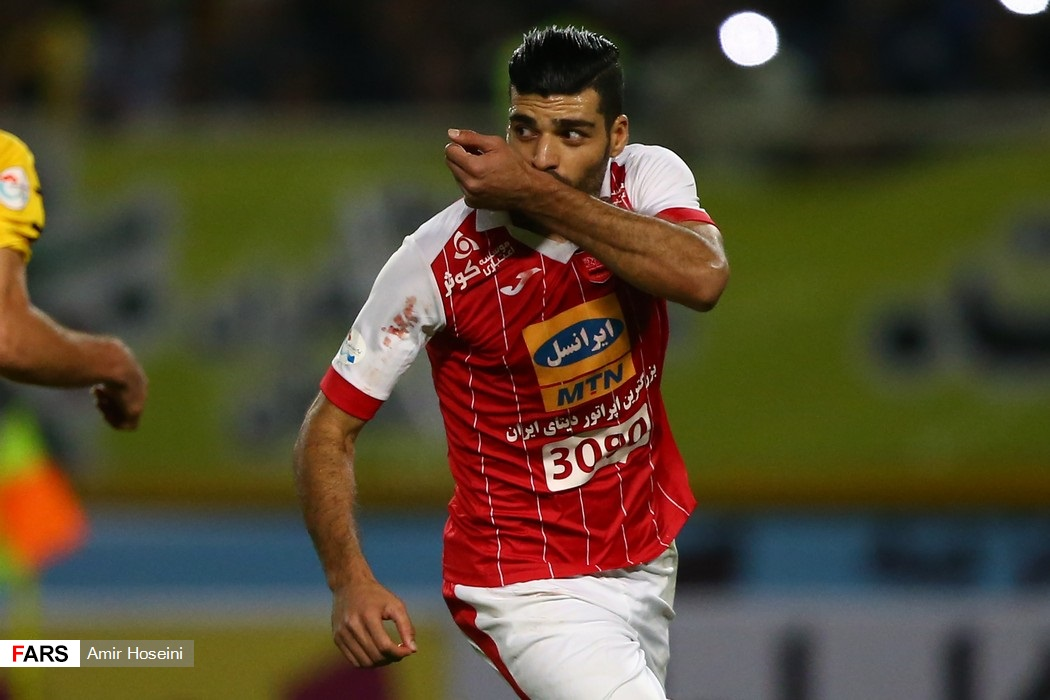
شادی گل مهدی طارمی با پیراهن پرسپولیس

مهدی طارمی در ۳۰ اردیبهشت ۱۳۹۳ با عقد قراردادی دوساله به باشگاه پرسپولیس پیوست. نخستین درخشش او در تاریخ ۲ آذر ۱۳۹۳ در پیروزی ۲–۱ پرسپولیس مقابل استقلال بود. او در این مسابقه به عنوان یک بازیکن تعویضی نقش مؤثری داشت و با پاس گل او محمّد نوری گل اول پرسپولیس را به ثمر رساند. طارمی در تاریخ ۱۹ فروردین ۱۳۹۴ و در حضور بیش از صد هزار تماشاگر ورزشگاه آزادی با به ثمر رساندن گل چیپ از روی نقطهٔ پنالتی مقابل النصر عربستان در مرحلهٔ گروهی لیگ قهرمانان آسیا ۲۰۱۵ زمینه‌ساز پیروزی ۱–۰ پرسپولیس شد.
مهدی طارمی سابقهٔ گلزنی در شهرآورد تهران را دارد؛ او در شهرآورد هشتاد و سوم که با نتیجه ۴–۲ به سود پرسپولیس تمام شد، دو بار دروازه استقلال را باز کرد.
طارمی در لیگ برتر فوتبال ایران ۹۵–۱۳۹۴ به انتخاب کانون مربیان فوتبال ایران به عنوان پدیده لیگ شناخته شد.
مهدی طارمی در لیگ برتر ۹۶–۱۳۹۵ به عنوان بازیکن سال فوتبال ایران انتخاب شد. او جایزه برترین بازیکن فصل ۹۶–۱۳۹۵ خود را به حرم امام رضا تقدیم کرد.طارمی به غیر از این جایزه، به عنوان برترین گلزن لیگ شانزدهم و بهترین مهاجم این رقابت‌ها نیز انتخاب شد.

### الغرافه قطر
مهدی طارمی در ۱۷ دی ۱۳۹۶ عضو باشگاه الغرافه قطر و هم بازی وسلی اسنایدرشد. او در هفته چهاردهم لیگ ستارگان قطر ۲۰۱۸ به عنوان بازیکن هفته انتخاب شد.

### ریو آوه پرتغال
مهدی طارمی در سال ۱۳۹۸ به ریو آوه در لیگ برتر پرتغال پیوست. طارمی توانست در دومین بازی برای این تیم و در اولین حضورش به عنوان بازیکن ثابت، هت‌تریک کند. او در بازی بعدی نیز توانست با درخشش خود سه پنالتی را برای ریو آوه کسب کند. او در این بازی‌ها عنوان بهترین بازیکن زمین را به دست آورد و همچنین نمرات ۱۰ از ۱۰ و ۸٫۱ از ۱۰ را از نگاه هواسکورد گرفت. طارمی بعد از این مسابقه به عنوان بهترین بازیکن هفته سوم لیگ برتر پرتغال ۲۰۱۹ نیز شناخته شد.
او علاوه بر انعطاف بدنی و سرعت بالا، دارای توانایی در کسب پنالتی‌های متعدد از حریف است. در پرتغال نیز این توانایی او مورد توجه قرار گرفته و به «پنالتی‌گیر» معروف شده است.
در انتهای فصل نیز طارمی با به ثمر رساندن ۱۸ گل مشترکاً به همراه کارلوس وینیسیوس و پیزی به آقای گلی لیگ برتر پرتغال رسید. او در پایان فصل به انتخاب سایت گل پوینت به عنوان ارزشمندترین بازیکن لیگ برتر پرتغال شناخته شد.

### پورتو پرتغال

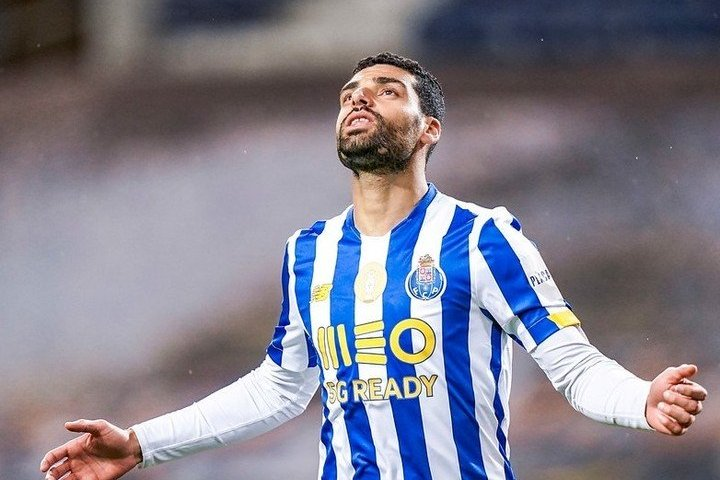
مهدی طارمی با پیراهن پورتو

در شهریور ۱۳۹۹، با قراردادی چهار ساله به باشگاه فوتبال پورتو پیوسته است.
او اولین گل لیگ خود را برای پورتو در ۱۸ آبان ۱۳۹۹ در برد خانگی ۳–۱ مقابل پورتیموننسه به ثمر رساند. طارمی در اولین فصل حضور خود در پورتو توانست سومین گلزن برتر و بهترین پاسور فصل شود. طارمی با پورتو در لیگ پرتغال به نایب قهرمانی پریمیرا لیگا ۲۱–۲۰۲۰ رسید و با این تیم قهرمان سوپر جام فوتبال پرتغال شد. واز سوی وب سایت گل پوینت در تیم منتخب ۳۳ نفره لیگ برتر پرتغال قرار گرفت.
در ۲۹ بهمن ۱۳۹۹، طارمی در بازی رفت مرحله یک‌هشتم نهایی لیگ قهرمانان اروپا، دروازه یوونتوس را باز کرد.

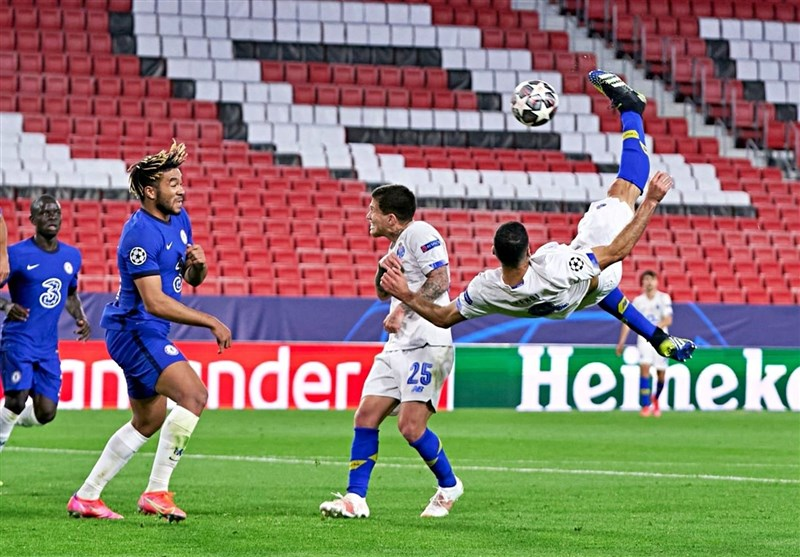
گل قیچی برگردان طارمی برای پورتو به چلسی در لیگ قهرمانان اروپا ۲۱–۲۰۲۰ که به عنوان بهترین گل مسابقات و نامزدی جایزه پوشکاش فیفا انتخاب شد.

او اولین ایرانی بود که در مرحله حذفی اول مسابقات گلزنی کرد. در ۲۴ فروردین ۱۴۰۰، او گل پیروزی بازی را با یک ضربه قیچی برگردان تماشایی در برد ۱–۰ خارج از خانه مقابل چلسی در مرحله یک چهارم نهایی لیگ قهرمانان به ثمر رساند، اما باشگاهش در مجموع ۱–۲ شکست خورد.
طبق نظرسنجی صورت گرفته توسط سایت اتحادیه فوتبال اروپا، گل مهدی طارمی به چلسی به عنوان بهترین گل لیگ قهرمانان اروپا در فصل ۲۰۲۱ انتخاب شد. در این نظرسنجی از هواداران فوتبال اروپا خواسته شده بود تا از بین ده گل، بهترین را انتخاب کنند. حدود یک میلیون و سیصد هزار نفر در این نظرسنجی شرکت کرده و گل طارمی با کسب بیش از ۷۵۰ هزار رای، اول شد. سوپرگل طارمی عامل تنها باخت چلسی در لیگ قهرمانان اروپا ۲۱–۲۰۲۰ شد.
طارمی در دومین فصل حضور خود در پورتو توانست به دوگانه (قهرمانی لیگ و حذفی) برسد. او در این فصل اثرگذارترین (بیشترین گل و پاس گل) بازیکن لیگ پرتغال شد.
در ۶ مهر ۱۴۰۰ و در چارچوب رقابت‌های هفته دوم لیگ قهرمانان اروپا ۲۲–۲۰۲۱ طارمی تنها گل تیمش در جریان بازی دو تیم پورتو و لیورپول به ثمر رساند. پورتو که در گروه بی مسابقات لیگ قهرمانان اروپا ۲۲–۲۰۲۱ با لیورپول، اتلتیکو مادرید و آ.ث. میلان هم گروه بود و در نهایت با پنج امتیاز سوم شد و به لیگ اروپا راه یافت. او در اولین بازی خود در لیگ اروپا مقابل لاتزیو یک پنالتی گرفت، یک گل زد و یک پاس گل داد.
طارمی در پایان پریمیرا لیگا ۲۲–۲۰۲۱ پر تغال به انتخاب سایت اسپورت تی. وی در تیم منتخب فصل لیگ برتر پرتغال قرار گرفت.
مهدی طارمی در دیدار برابر اسپورتینگ در ۳۰ مرداد ۱۴۰۱، صدمین بازی خود با پیراهن پورتو را انجام داد و به باشگاه صدتایی‌های این تیم اضافه شد.
طارمی پس از دو بار گلزنی مقابل بروژ؛ در لیگ قهرمانان اروپا، در نظرسنجی توییتر یوفا، به عنوان بازیکن هفته این مسابقات شناخته شد.
طارمی پس از امباپه، هالند و لواندوفسکی، با زدن ۳۷ گل در ۵۱ بازی (با محاسبه مجموع بازی‌های باشگاهی و ملی) چهارمین گل‌زن برتر سال ۲۰۲۲ اروپا شد.
او بر اساس آرای مخاطبان و خوانندگان روزنامه «اُ ژوگو» ی پرتغال نیز به‌عنوان بهترین بازیکن پرتغال در سال ۲۰۲۲ معرفی شد.
در ۲۰ مه ۲۰۲۳، طارمی هر چهار گل پورتو را در پیروزی ۴–۲ خارج از خانه مقابل فامالیکاو به ثمر رساند.
طارمی در چارچوب هفتهٔ سی و سوم رقابت‌های لیگ پرتغال در دربی شهر پورتو روبروی بوآویشتا به میدان رفت و موفق شد این تیم را با نتیجه ۲–۱ شکست دهد. طارمی در دقیقهٔ ۵۹ به عنوان بازیکن تعویضی وارد زمین شد و توانست گل دوم و پیروزی بخش تیمش را در دقیقهٔ هشتم وقت‌های تلف شده (۸+۹۰) به ثمر برساند، این آخرین حضور طارمی در ورزشگاه دراگو قبل از پیوستن به اینتر میلان بود. بعد از پایان بازی طارمی بسیار احساساتی شد و نتوانست جلوی اشک‌هایش را بگیرد. او در حالی که ایستاده بود و پیراهنش را روی صورتش کشیده بود شروع به گریه کرد و سپس روی زمین نشست تا لحظاتی به‌یادماندنی را در آخرین دیدارش در ورزشگاه خانگی پورتو سپری کند و مورد تشویق شدید هوادران قرار گرفت.

### اینتر میلان ایتالیا
در ۱۳ ژوئیهٔ ۲۰۲۴، طارمی قراردادی سه ساله با اینتر میلان امضا کرد که تا ۳۰ ژوئن ۲۰۲۷ اعتبار دارد؛ بنابراین طارمی اولین بازیکن ایرانی و همچنین دومین بازیکن آسیایی در تاریخ اینتر میلان شد. طارمی در اولین بازی خود برای اینتر در یک بازی دوستانه پیش فصل در ۱۷ ژوئیهٔ ۲۰۲۴ مقابل لوگانو دو گل به ثمر رساند. مهدی طارمی سابقه گلزنی را در شهرآورد دلامادونینا دارد. طارمی در دیدار پایانی سوپر جام ایتالیا برابر تیم اث میلان موفق به ثمر رساندن یک گل و یک پاس گل شد.

## آمار باشگاهی
تا تاریخ ۱۱ فوریه ۲۰۲۵
| باشگاه            | دسته              | فصل               | لیگ  | لیگ | جام حذفی | جام حذفی | لیگ قهرمانان | لیگ قهرمانان | سوپرکاپ + سایر | سوپرکاپ + سایر | مجموع | مجموع |
| باشگاه            | دسته              | فصل               | بازی | گل  | بازی     | گل       | بازی         | گل           | بازی           | گل             | بازی  | گل    |
| ----------------- | ----------------- | ----------------- | ---- | --- | -------- | -------- | ------------ | ------------ | -------------- | -------------- | ----- | ----- |
| شاهین بوشهر       | لیگ برتر          | ۹۰–۱۳۸۹           | ۶    | ۱   | ۰        | ۰        | –            | –            | –              | –              | ۶     | ۱     |
| شاهین بوشهر       | لیگ برتر          | ۹۱–۱۳۹۰           | ۲    | ۰   | ۰        | ۰        | –            | –            | –              | –              | ۲     | ۰     |
| مجموع شاهین بوشهر | مجموع شاهین بوشهر | مجموع شاهین بوشهر | ۸    | ۱   | ۰        | ۰        | ۰            | ۰            | ۰              | ۰              | ۸     | ۱     |
| ایران جوان        | دسته ۱            | ۹۳–۱۳۹۲           | ۲۲   | ۱۲  | ۰        | ۰        | –            | –            | –              | –              | ۲۲    | ۱۲    |
| مجموع ایران جوان  | مجموع ایران جوان  | مجموع ایران جوان  | ۲۲   | ۱۲  | ۰        | ۰        | ۰            | ۰            | ۰              | ۰              | ۲۲    | ۱۲    |
| پرسپولیس          | لیگ برتر          | ۹۴–۱۳۹۳           | ۲۶   | ۷   | ۴        | ۰        | ۸            | ۱            | –              | –              | ۳۸    | ۸     |
| پرسپولیس          | لیگ برتر          | ۹۵–۱۳۹۴           | ۲۵   | ۱۶  | ۲        | ۲        | –            | –            | –              | –              | ۲۷    | ۱۸    |
| پرسپولیس          | لیگ برتر          | ۹۶–۱۳۹۵           | ۲۹   | ۱۸  | ۰        | ۰        | ۸            | ۶            | –              | –              | ۳۷    | ۲۴    |
| پرسپولیس          | لیگ برتر          | ۹۷–۱۳۹۶           | ۷    | ۴   | ۰        | ۰        | ۲            | ۱            | ۱              | ۰              | ۱۰    | ۵     |
| مجموع پرسپولیس    | مجموع پرسپولیس    | مجموع پرسپولیس    | ۸۷   | ۴۵  | ۶        | ۲        | ۱۸           | ۸            | ۱              | ۰              | ۱۱۲   | ۵۵    |
| الغرافه           | لیگ ستارگان       | ۲۰۱۷–۲۰۱۸         | ۸    | ۵   | ۲        | ۰        | ۷            | ۵            | ۱              | ۱              | ۱۸    | ۱۱    |
| الغرافه           | لیگ ستارگان       | ۲۰۱۸–۲۰۱۹         | ۲۲   | ۸   | ۲        | ۲        | ۱            | ۱            | –              | –              | ۲۵    | ۱۱    |
| مجموع الغرافه     | مجموع الغرافه     | مجموع الغرافه     | ۳۰   | ۱۳  | ۴        | ۲        | ۸            | ۶            | ۱              | ۱              | ۴۳    | ۲۲    |
| ریو آوه           | لیگ پرتغال        | ۲۰۱۹–۲۰۲۰         | ۳۰   | ۱۸  | ۴        | ۲        | ۳            | ۱            | –              | –              | ۳۷    | ۲۱    |
| مجموع ریو آوه     | مجموع ریو آوه     | مجموع ریو آوه     | ۳۰   | ۱۸  | ۴        | ۲        | ۳            | ۱            | ۰              | ۰              | ۳۷    | ۲۱    |
| پورتو             | لیگ پرتغال        | ۲۰۲۰–۲۰۲۱         | ۳۴   | ۱۶  | ۶        | ۵        | ۶            | ۲            | ۲              | ۰              | ۴۸    | ۲۳    |
| پورتو             | لیگ پرتغال        | ۲۰۲۱–۲۰۲۲         | ۳۲   | ۲۰  | ۶        | ۳        | ۹            | ۲            | ۱              | ۱              | ۴۸    | ۲۶    |
| پورتو             | لیگ پرتغال        | ۲۰۲۲–۲۰۲۳         | ۳۳   | ۲۲  | ۵        | ۲        | ۷            | ۵            | ۶              | ۲              | ۵۱    | ۳۱    |
| پورتو             | لیگ پرتغال        | ۲۰۲۳–۲۰۲۴         | ۲۳   | ۶   | ۲        | ۲        | ۷            | ۲            | ۳              | ۱              | ۳۵    | ۱۱    |
| مجموع پورتو       | مجموع پورتو       | مجموع پورتو       | ۱۲۲  | ۶۴  | ۱۹       | ۱۲       | ۲۹           | ۱۱           | ۱۲             | ۴              | ۱۸۲   | ۹۱    |
| اینترمیلان        | سری آ ایتالیا     | ۲۰۲۴–۲۰۲۵         | ۲۶   | ۱   | ۳        | ۰        | ۱۲           | ۱            | ۲              | ۱              | ۴۳    | ۳     |
| مجموع اینترمیلان  | مجموع اینترمیلان  | مجموع اینترمیلان  | ۲۶   | ۱   | ۳        | ۰        | ۱۲           | ۱            | ۲              | ۱              | ۴۳    | ۳     |
| مجموع آمار        | مجموع آمار        | مجموع آمار        | ۳۲۵  | ۱۵۴ | ۳۶       | ۱۸       | ۷۰           | ۲۷           | ۱۶             | ۶              | ۴۴۷   | ۲۰۵   |

## افتخارات

### باشگاهی
پرسپولیس
- لیگ برتر خلیج فارس (۱): ۹۶–۱۳۹۵
  - نائب‌قهرمانی (۱): ۹۵–۱۳۹۴
- سوپر جام ایران (۱): ۱۳۹۶

پورتو
- لیگ برتر پرتغال (۱): ۲۲–۲۰۲۱

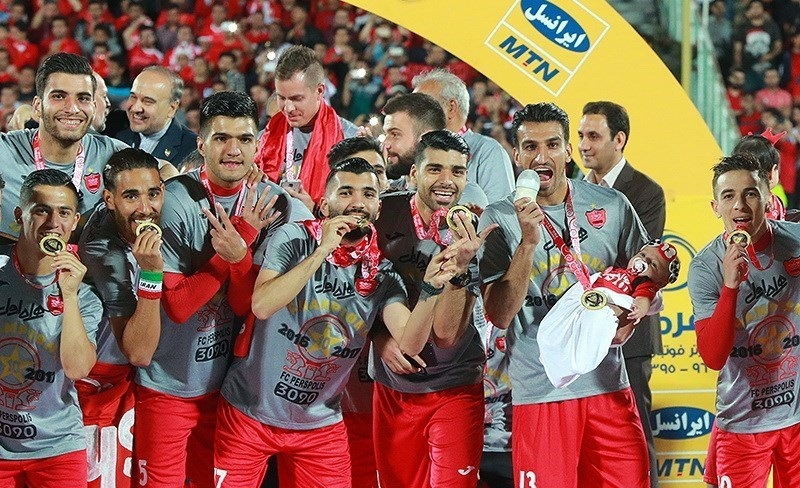
مهدی طارمی در جشن قهرمانی پرسپولیس

  - نائب‌قهرمانی (۲): ۲۱–۲۰۲۰، ۲۳–۲۰۲۲
- جام حذفی پرتغال (۳): ۲۲–۲۰۲۱، ۲۳–۲۰۲۲، ۲۴–۲۰۲۳
- جام اتحادیه پرتغال(۱): ۲۳–۲۰۲۲
- سوپر جام پرتغال (۲): ۲۰۲۰، ۲۰۲۲

اینترمیلان
- سوپرجام ایتالیا نایب قهرمان(۱):۲۰۲۴[۵۹]

سری آ
نایب قهرمان ۲۵–۲۰۲۴
لیگ قهرمانان اروپا (نایب قهرمان ۲۰۲۵_۲۰۲۴)

### ملی

#### ایران
- تورنمنت کافا (۱): ۲۰۲۳

### فردی
- بهترین گل‌زن ایرانی لیگ قهرمانان اروپا با ۸ گل
- آقای گل لیگ برتر فوتبال ایران (۲ بار)
  - لیگ ۹۶–۱۳۹۵[۶۰]‏لیگ ۹۵–۱۳۹۴[۶۱]
- بهترین بازیکن لیگ برتر فوتبال ایران (۲ بار)
  - لیگ ۹۵–۱۳۹۴[۶۲]لیگ ۹۶–۱۳۹۵[۶۳]
- بهترین مهاجم لیگ برتر فوتبال ایران ۹۴–۱۳۹۳[۶۴]
- بازیکن سال ریوآوه ۲۰۱۹ (در نظرسنجی وب‌سایت باشگاه ریو آوه)[۶۵]
- آقای گل (مشترکاً با پیزی و کارلوس وینیسیوس) پریمیرا لیگا ۲۰–۲۰۱۹ پرتغال (۱۸ گل)[۶۶][۶۷]
- آقای پریمیرا لیگا ۲۳–۲۰۲۲ پرتغال (۲۲ گل)
- بهترین پاسور پریمیرا لیگا ۲۱–۲۰۲۰ (۱۱ پاس‌گل)
- زننده بهترین گل فصل لیگ قهرمانان اروپا ۲۱–۲۰۲۰ (در نظرسنجی وب‌سایت یوفا)[۶۸][۶۹]
- بهترین لژیونر سال آسیا ۲۰۲۱ (در نظرسنجی وب‌سایت کنفدراسیون فوتبال آسیا)[۷۰]
- نامزد جایزه پوشکاش فیفا ۲۰۲۱[۷۱][۷۲]
- بازیکن ماه لیگ برتر پرتغال (۷ بار)
  - اکتبر ۲۰۲۱،[۷۳] ژانویه ۲۰۲۱[۷۴] فوریه ۲۰۲۱[۷۵] اوت ۲۰۲۲[۷۶] سپتامبر ۲۰۲۲[۷۷] نوامبر ۲۰۲۲[۷۸] دسامبر ۲۰۲۲[۷۹]
- چهارمین گلزن برتر اروپا ۲۰۲۲ (۳۷ گل در ۵۱ بازی در مجموع بازی‌های باشگاهی و ملی)[۸۰]
- برترین بازیکن سال لیگ پرتغال ۲۰۲۲[۸۱]
- برترین گلزن آسیایی قاره اروپا ۲۰۲۲ (۳۹ گل)[۸۲]
- آقای گل تورنمنت کافا ۲۰۲۳ (۶ گل)
- بهترین بازیکن تورنمنت کافا ۲۰۲۳

## آمار ملی

### گل‌های ملی
طارمی با ۵۵ گل، پس از علی دایی و سردار آزمون، در جایگاه سوم بهترین گلزنان تیم ملی ایران قرار دارد.

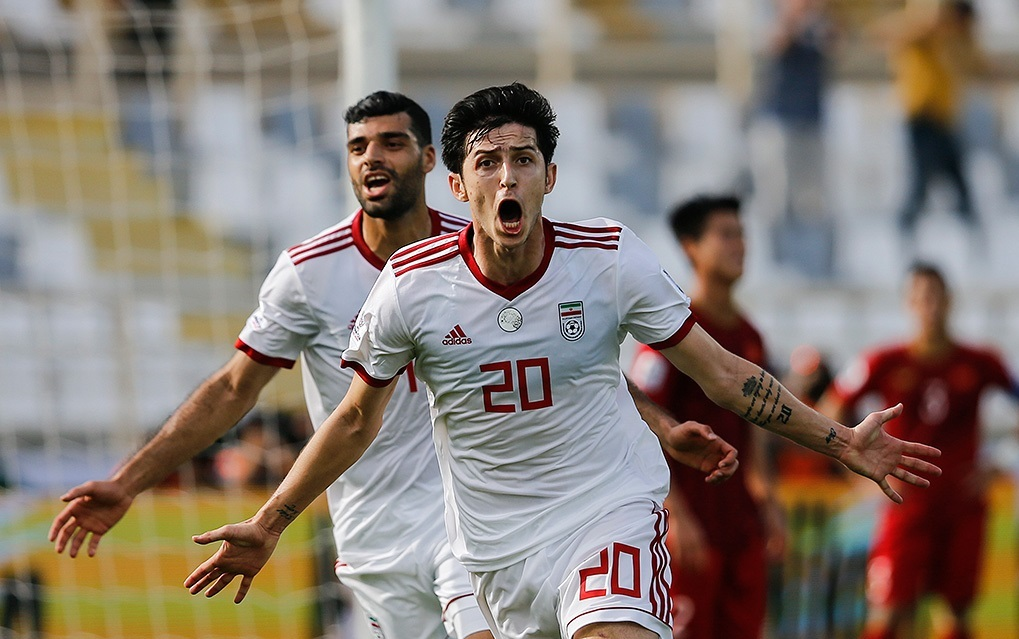
طارمی و آزمون در حال خوشحالی پس از گل

تا تاریخ ۱۰ ژوئن ۲۰۲۵
| شماره | تاریخ           | میزبان      | بازی ملی | حریف          | نتیجه | رقابت                  |
| ----- | --------------- | ----------- | -------- | ------------- | ----- | ---------------------- |
| ۱     | ۳ سپتامبر ۲۰۱۵  | تهران       | ۳        | گوآم          | ۶–۰   | مقدماتی جام جهانی ۲۰۱۸ |
| ۲     | ۳ سپتامبر ۲۰۱۵  | تهران       | ۳        | گوآم          | ۶–۰   | مقدماتی جام جهانی ۲۰۱۸ |
| ۳     | ۷ سپتامبر ۲۰۱۵  | بنگلور      | ۴        | هند           | ۳–۰   | مقدماتی جام جهانی ۲۰۱۸ |
| ۴     | ۱۷ نوامبر ۲۰۱۵  | ددیدو       | ۷        | گوآم          | ۶–۰   | مقدماتی جام جهانی ۲۰۱۸ |
| ۵     | ۱۷ نوامبر ۲۰۱۵  | ددیدو       | ۷        | گوآم          | ۶–۰   | مقدماتی جام جهانی ۲۰۱۸ |
| ۶     | ۷ ژوئن ۲۰۱۶     | تهران       | ۱۱       | قرقیزستان     | ۶–۰   | دوستانه                |
| ۷     | ۱۰ نوامبر ۲۰۱۶  | شاه عالم    | ۱۵       | پاپوآ گینهٔ نو | ۸–۱   | دوستانه                |
| ۸     | ۲۳ مارس ۲۰۱۷    | دوحه        | ۱۷       | قطر           | ۱–۰   | مقدماتی جام جهانی ۲۰۱۸ |
| ۹     | ۲۸ مارس ۲۰۱۷    | تهران       | ۱۸       | چین           | ۱–۰   | مقدماتی جام جهانی ۲۰۱۸ |
| ۱۰    | ۱۲ ژوئن ۲۰۱۷    | تهران       | ۱۹       | ازبکستان      | ۲–۰   | مقدماتی جام جهانی ۲۰۱۸ |
| ۱۱    | ۲۷ مارس ۲۰۱۸    | گراتس       | ۲۴       | الجزایر       | ۲–۱   | دوستانه                |
| ۱۲    | ۲۴ دسامبر ۲۰۱۸  | دوحه        | ۳۴       | فلسطین        | ۱–۱   | دوستانه                |
| ۱۳    | ۳۱ دسامبر ۲۰۱۸  | دوحه        | ۳۵       | قطر           | ۲–۱   | دوستانه                |
| ۱۴    | ۷ ژانویه ۲۰۱۹   | ابوظبی      | ۳۶       | یمن           | ۵–۰   | جام ملت‌های آسیا ۲۰۱۹   |
| ۱۵    | ۷ ژانویه ۲۰۱۹   | ابوظبی      | ۳۶       | یمن           | ۵–۰   | جام ملت‌های آسیا ۲۰۱۹   |
| ۱۶    | ۲۴ ژانویه ۲۰۱۹  | ابوظبی      | ۴۰       | چین           | ۳–۰   | جام ملت‌های آسیا ۲۰۱۹   |
| ۱۷    | ۶ ژوئن ۲۰۱۹     | تهران       | ۴۱       | سوریه         | ۵–۰   | دوستانه                |
| ۱۸    | ۶ ژوئن ۲۰۱۹     | تهران       | ۴۱       | سوریه         | ۵–۰   | دوستانه                |
| ۱۹    | ۶ ژوئن ۲۰۱۹     | تهران       | ۴۱       | سوریه         | ۵–۰   | دوستانه                |
| ۲۰    | ۱۰ اکتبر ۲۰۱۹   | تهران       | ۴۳       | کامبوج        | ۱۴–۰  | مقدماتی جام جهانی ۲۰۲۲ |
| ۲۱    | ۱۰ اکتبر ۲۰۱۹   | تهران       | ۴۳       | کامبوج        | ۱۴–۰  | مقدماتی جام جهانی ۲۰۲۲ |
| ۲۲    | ۸ اکتبر ۲۰۲۰    | تاشکند      | ۴۶       | ازبکستان      | ۲–۱   | دوستانه                |
| ۲۳    | ۷ ژوئن ۲۰۲۱     | رفاع        | ۴۹       | بحرین         | ۳–۰   | مقدماتی جام جهانی ۲۰۲۲ |
| ۲۴    | ۱۱ ژوئن ۲۰۲۱    | رفاع        | ۵۰       | کامبوج        | ۱۰–۰  | مقدماتی جام جهانی ۲۰۲۲ |
| ۲۵    | ۷ سپتامبر ۲۰۲۱  | دوحه        | ۵۳       | عراق          | ۳–۰   | مقدماتی جام جهانی ۲۰۲۲ |
| ۲۶    | ۷ اکتبر ۲۰۲۱    | دبی         | ۵۴       | امارات        | ۱–۰   | مقدماتی جام جهانی ۲۰۲۲ |
| ۲۷    | ۲۷ ژانویه ۲۰۲۲  | تهران       | ۵۶       | عراق          | ۱–۰   | مقدماتی جام جهانی ۲۰۲۲ |
| ۲۸    | ۱ فوریه ۲۰۲۲    | تهران       | ۵۷       | امارات        | ۱–۰   | مقدماتی جام جهانی ۲۰۲۲ |
| ۲۹    | ۲۳ سپتامبر ۲۰۲۲ | زانکت پولتن | ۵۹       | اروگوئه       | ۱–۰   | دوستانه                |
| ۳۰    | ۲۱ نوامبر ۲۰۲۲  | الریان      | ۶۱       | انگلستان      | ۲–۶   | جام جهانی ۲۰۲۲ قطر     |
| ۳۱    | ۲۱ نوامبر ۲۰۲۲  | الریان      | ۶۱       | انگلستان      | ۲–۶   | جام جهانی ۲۰۲۲ قطر     |
| ۳۲    | ۲۳ مارس ۲۰۲۳    | تهران       | ۶۴       | روسیه         | ۱–۱   | دوستانه                |
| ۳۳    | ۱۳ ژوئن ۲۰۲۳    | بیشکک       | ۶۶       | افغانستان     | ۶–۱   | تورنمنت کافا ۲۰۲۳      |
| ۳۴    | ۱۳ ژوئن ۲۰۲۳    | بیشکک       | ۶۶       | افغانستان     | ۶–۱   | تورنمنت کافا ۲۰۲۳      |
| ۳۵    | ۱۳ ژوئن ۲۰۲۳    | بیشکک       | ۶۶       | افغانستان     | ۶–۱   | تورنمنت کافا ۲۰۲۳      |
| ۳۶    | ۱۶ ژوئن ۲۰۲۳    | بیشکک       | ۶۷       | قرقیزستان     | ۵–۱   | تورنمنت کافا ۲۰۲۳      |
| ۳۷    | ۱۶ ژوئن ۲۰۲۳    | بیشکک       | ۶۷       | قرقیزستان     | ۵–۱   | تورنمنت کافا ۲۰۲۳      |
| ۳۸    | ۱۶ ژوئن ۲۰۲۳    | بیشکک       | ۶۷       | قرقیزستان     | ۵–۱   | تورنمنت کافا ۲۰۲۳      |
| ۳۹    | ۱۲ سپتامبر ۲۰۲۳ | تهران       | ۷۰       | آنگولا        | ۴–۰   | دوستانه                |
| ۴۰    | ۱۲ سپتامبر ۲۰۲۳ | تهران       | ۷۰       | آنگولا        | ۴–۰   | دوستانه                |
| ۴۱    | ۱۳ اکتبر ۲۰۲۳   | امان        | ۷۱       | اردن          | ۳–۱   | دوستانه                |
| ۴۲    | ۱۶ نوامبر ۲۰۲۳  | تهران       | ۷۳       | هنگ کنگ       | ۴–۰   | مقدماتی جام جهانی ۲۰۲۶ |
| ۴۳    | ۲۱ نوامبر ۲۰۲۳  | تاشکند      | ۷۴       | ازبکستان      | ۲–۲   | مقدماتی جام جهانی ۲۰۲۶ |
| ۴۴    | ۵ ژانویه ۲۰۲۴   | کیش         | ۷۵       | بورکینافاسو   | ۲–۱   | دوستانه                |
| ۴۵    | ۲۳ ژانویه ۲۰۲۴  | الریان      | ۷۹       | امارات        | ۲–۰   | جام ملت‌های آسیا ۲۰۲۳   |
| ۴۶    | ۲۳ ژانویه ۲۰۲۴  | الریان      | ۷۹       | امارات        | ۲–۰   | جام ملت‌های آسیا ۲۰۲۳   |
| ۴۷    | ۳۱ ژانویه ۲۰۲۴  | دوحه        | ۸۰       | سوریه         | ۱–۱   | جام ملت‌های آسیا ۲۰۲۳   |
| ۴۸    | ۶ ژوئن ۲۰۲۴     | سو کن پو    | ۸۴       | هنگ کنگ       | ۴–۲   | مقدماتی جام جهانی ۲۰۲۶ |
| ۴۹    | ۶ ژوئن ۲۰۲۴     | سو کن پو    | ۸۴       | هنگ کنگ       | ۴–۲   | مقدماتی جام جهانی ۲۰۲۶ |
| ۵۰    | ۶ ژوئن ۲۰۲۴     | سو کن پو    | ۸۴       | هنگ کنگ       | ۴–۲   | مقدماتی جام جهانی ۲۰۲۶ |
| ۵۱    | ۵ سپتامبر ۲۰۲۴  | فولادشهر    | ۸۶       | قرقیزستان     | ۱–۰   | مقدماتی جام جهانی ۲۰۲۶ |
| ۵۲    | ۱۹ نوامبر ۲۰۲۴  | بیشکک       | ۹۱       | قرقیزستان     | ۳–۲   | مقدماتی جام جهانی ۲۰۲۶ |
| ۵۳    | ۲۵ مارس ۲۰۲۵    | تهران       | ۹۲       | ازبکستان      | ۲–۲   | مقدماتی جام جهانی ۲۰۲۶ |
| ۵۴    | ۲۵ مارس ۲۰۲۵    | تهران       | ۹۲       | ازبکستان      | ۲–۲   | مقدماتی جام جهانی ۲۰۲۶ |
| ۵۵    | ۱۰ ژوئن ۲۰۲۵    | تهران       | ۹۴       | کرهٔ شمالی     | ۳–۰   | مقدماتی جام جهانی ۲۰۲۶ |

### بازی‌های ملی
تا تاریخ ۱۰ ژوئن ۲۰۲۵
| ایران | ایران | ایران | ایران  |
| سال   | بازی  | گل    | پاس گل |
| ----- | ----- | ----- | ------ |
| ۲۰۱۵  | ۷     | ۵     | ۳      |
| ۲۰۱۶  | ۹     | ۲     | ۱      |
| ۲۰۱۷  | ۷     | ۳     | ۱      |
| ۲۰۱۸  | ۱۲    | ۳     | ۰      |
| ۲۰۱۹  | ۱۰    | ۸     | ۳      |
| ۲۰۲۰  | ۱     | ۱     | ۰      |
| ۲۰۲۱  | ۹     | ۴     | ۵      |
| ۲۰۲۲  | ۸     | ۵     | ۱      |
| ۲۰۲۳  | ۱۱    | ۱۲    | ۳      |
| ۲۰۲۴  | ۱۷    | ۹     | ۶      |
| ۲۰۲۵  | ۳     | ۳     | ۱      |
| مجموع | ۹۴    | ۵۵    | ۲۴     |

## دوران ملی
مهدی طارمی ۲۶ اردیبهشت ۱۳۹۴؛ برای نخستین بار توسط کارلوس کی‌روش به تیم ملی ایران دعوت شد. او نخستین بازی ملی خود را در یک بازی دوستانه مقابل ازبکستان در سال ۱۳۹۴ انجام داد.

### جام جهانی ۲۰۱۸ روسیه

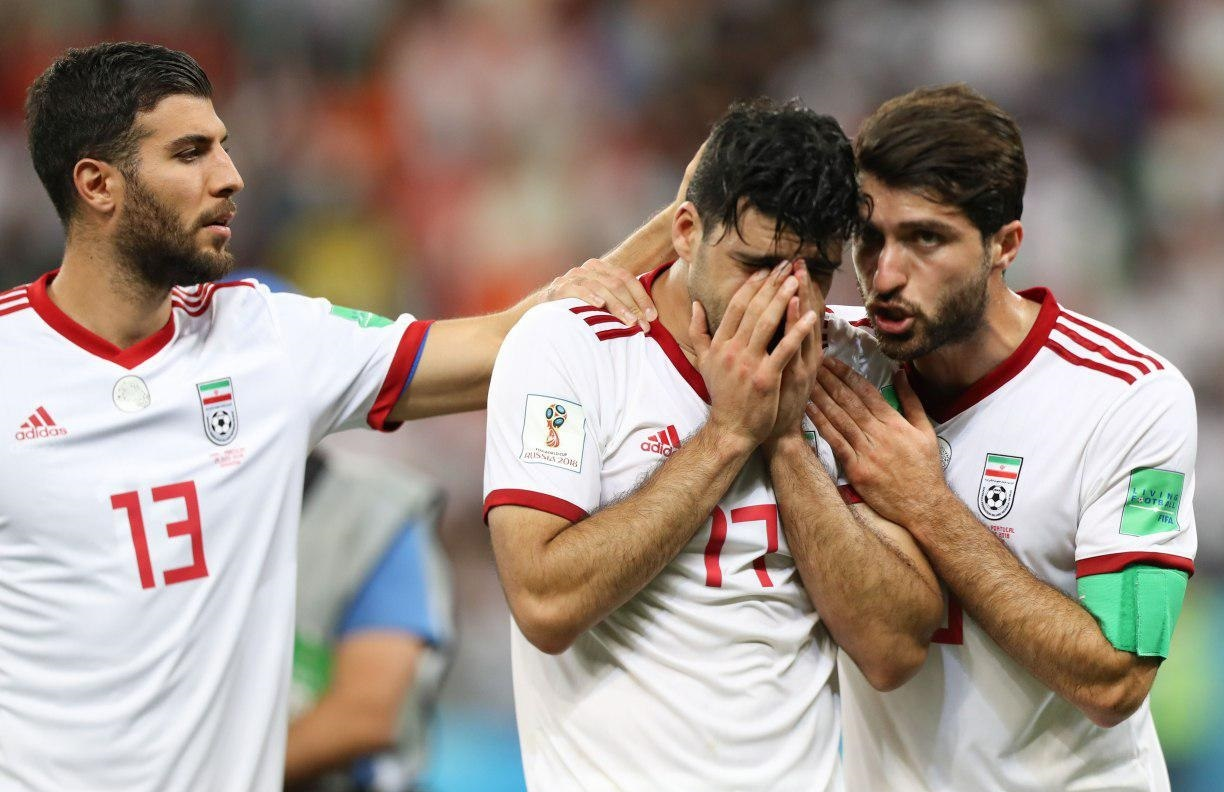
طارمی (وسط) پس از آخرین بازی ایران در جام جهانی ۲۰۱۸

طارمی در سومین بازی ملی خود در چارچوب مسابقات مقدماتی جام جهانی ۲۰۱۸ دو بار برابر گوام گلزنی کرد. طارمی در ادامه مسابقات به ازبکستان، قطر، هند و چین، نیز گلزنی کرد. طارمی در مجموع مسابقات ۷ گل و ۴ پاس‌گل به ثمر رساند.
او در جام جهانی ۲۰۱۸ در ترکیب اصلی تیم ملی ایران حضور داشت و در هر سه مسابقه به میدان رفت ولی موفق به گل‌زنی نشد. هواداران ایرانی او را با خراب کردن موقعیت گلزنی در دقیقه آخر بازی مقابل پرتغال به یاد می‌آورند

### جام ملت‌های آسیا ۲۰۱۹

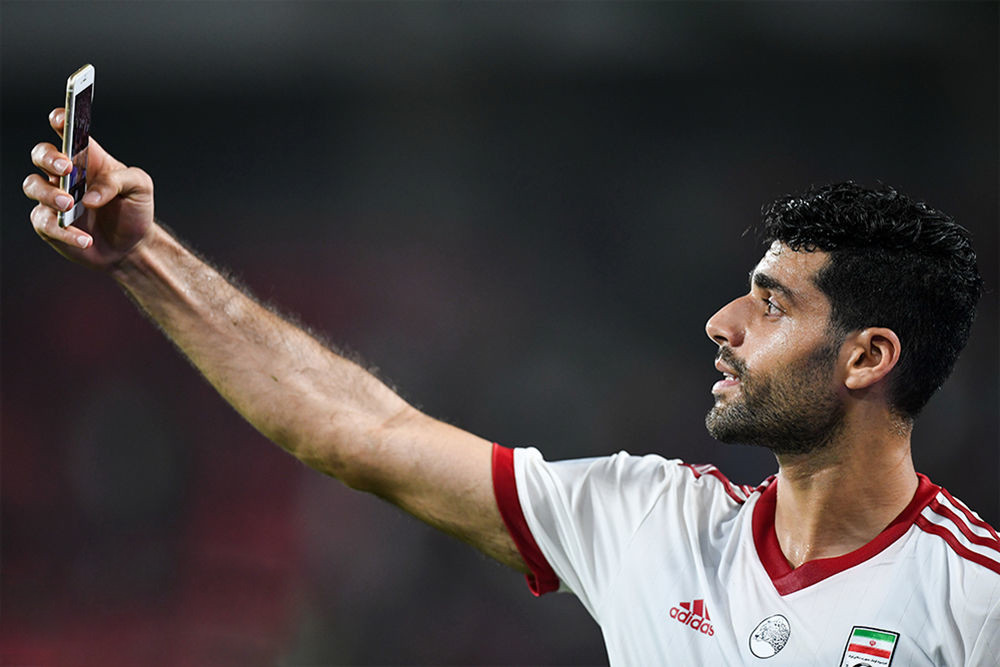
طارمی پس از بازی مقابل چین در جام ملت‌ها آسیا ۲۰۱۹

طارمی در جام ملت‌ها آسیا ۲۰۱۹ نیز در ترکیب اصلی تیم ملی قرار داشت و در مجموع این مسابقات ۳ گل به ثمر رساند.

### جام جهانی ۲۰۲۲ قطر

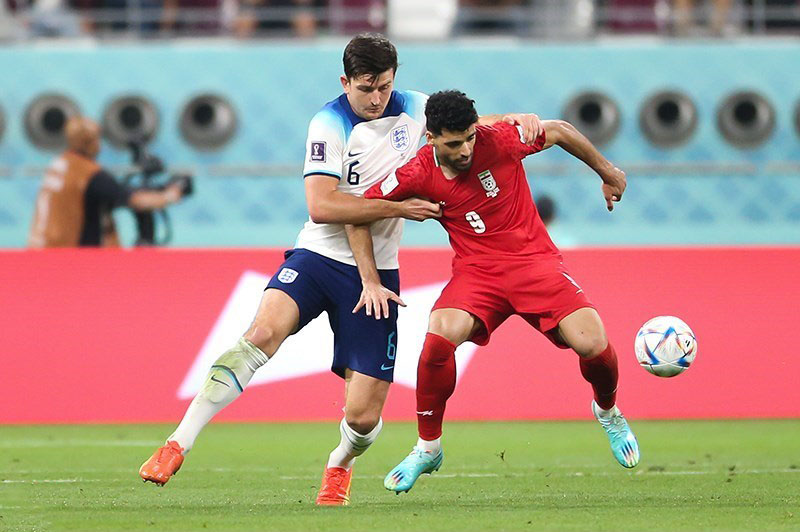
طارمی در حال بازی مقابل انگلستان در جام جهانی ۲۰۲۲

او در مسابقات مقدماتی جام جهانی ۲۰۲۲؛ در مجموع ۷ گل، که در مرحله دوم ۴ گل به ثمر رساند، ۲ گل مقابل عراق و ۲ گل مقابل امارات بود و در مرحله سوم ۳ گل به ثمر رساند که ۲ گل مقابل عراق و ۱ گل مقابل امارات بود. طارمی در این مسابقات ۲ پاس‌گل هم برای تیم ملی ایران داد. طارمی در پنجاه و یکمین بازی ملی خود اولین کاپیتانی را تجربه کرد.
طارمی در شکست ۶–۲ ایران مقابل انگلستان در جام جهانی ۲۰۲۲ هر دو گل ایران را به ثمر رساند. طارمی این تورنمنت را با ۲ گل و ۱ پاس‌گل به پایان رساند.

### تورنمنت کافا ۲۰۲۳
در اولین بازی تورنمنت کافا ۲۰۲۳، ایران به مقابل افغانستان رفت که در این بازی، طارمی هت‌تریک کرد. طارمی در دومین بازی ایران در مقابل قرقیزستان دوباره هت‌تریک کرد. در نهایت این مسابقات با قهرمانی ایران همراه شد و در مجموع طارمی با ۶ گل و ۱ پاس‌گل، آقای گل مسابقات شد. طارمی بجز جایزه آقای گلی، جایزه بهترین بازیکن مسابقات را دریافت کرد و همچنین با ارزش‌ترین بازیکن مسابقات شد.

### جام ملت‌های آسیا ۲۰۲۳
طارمی برای جام ملت‌های آسیا ۲۰۲۳ به تیم ملی دعوت شد و در دیدار تدارکاتی برابر بورکینافاسو یک گل به ثمر رساند. همچنین در جریان رقابت‌های مرحلهٔ نهایی جام ملت‌ها در مجموع توانست ۳ گل بزند. او در بازی سوم مرحلهٔ گروهی هردو گل پیروزی‌بخش ایران را وارد دروازهٔ امارات کرد. در مرحلهٔ یک‌هشتم پایانی، تک گل ایران را در برابر سوریه طارمی به ثمر رساند؛ اما در دقایق پایانی برای جلوگیری از حملهٔ حریف، برروی علاء الدالی خطا کرد و با دریافت کارت زرد دوم، از زمین اخراج شد و رقابت حساس ایران مقابل ژاپن را از دست داد.

## سبک بازی
مهدی طارمی به‌عنوان یک مهاجم، سبک بازی خاص و منحصربه‌فردی دارد که او را از بسیاری از بازیکنان ایرانی متمایز کرده است. او بازیکنی تکنیکی، هوشمند و فرصت‌طلب است که توانایی بالایی در جای‌گیری در محوطه جریمه دارد. قدرت تمام‌کنندگی بالا، توانایی بازی با هر دو پا، و ضربات سر دقیق از ویژگی‌های بارز اوست.
طارمی نه‌تنها یک گل‌زن حرفه‌ای است، بلکه توانایی خلق موقعیت برای دیگر بازیکنان را هم دارد. در بسیاری از بازی‌ها، پاس گل‌های کلیدی‌ای داده که نشان از دید بالای او در زمین دارد. یکی دیگر از نقاط قوت او، گرفتن پنالتی است؛ طارمی بارها با حرکات فریب‌دهنده در محوطه جریمه باعث گرفتن پنالتی برای تیمش شده است.
او همچنین با قدرت بدنی مناسب و جنگندگی در نبردهای تن‌به‌تن، مهاجمی است که به‌راحتی از مدافعان عبور می‌کند. سبک بازی‌اش، مخصوصاً در اروپا، باعث جلب توجه کارشناسان و مربیان زیادی شده و او را به یکی از موفق‌ترین لژیونرهای ایرانی تبدیل کرده است.